# La implorante
La implorante es una escultura realizada por la escultora francesa Camille Claudel en 1899 y fundida en bronce en 1907. Auguste Rodin veía en esta escultura a su amante destrozada por el abandono, así que habló con el director de Bellas Artes para impedir que el Estado apoyara la fundición de aquel yeso. 
En junio de 1899 Léon Lhermitte presenta a Claudel y al Capitán Tissier, quien adquiere L'implorante, despegada del grupo escultórico La edad madura. Desde ese momento comenzaron a intercambiar correspondencia y para el 16 de junio de ese mismo año, el decreto de encargo de la fundición en bronce de La edad madura es redactado. El 24 de junio, sólo 8 días después el encargo del bronce de La edad madura es anulado.

En 1900 Camille se encuentra con Eugène Blot, presentado probablemente por Gustave Geffroy, él le compra La Fortune y L'Implorant para reproducir tirajes limitados de ambas, la primera serviría de emblema para su galería. Un año después, en 1901, Camille agradece a Maurice Fenaille por permitirle poner en su exposición el Buste d'Ophélie y por adelantarle 1500 francos para La Ola en ónix. 
Espero, con su ayuda, llegar a terminar La edad madura si usted quisiera no retirar su protección a una artista muy francesa, y que  sin embargo ha sido muy poco alentada, y que tras quince años de exposición en el salón se encuentra en el mismo punto que en el inicio, a pesar de las falsas promesas que ciertas personas le habían hecho.
 - Camille
Finalmente, el 3 de abril de 1907 el galerista de Camille, Eugène Blot, interviene ante Dujardin-Beaumetz, subsecretario de Bellas Artes, quien autorizaría que se sacara el modelo del depósito de los mármoles para su fundición. Dos semanas después, el 16 de abril Dujardin permite a la escultora que retire el yeso para realizar la fundición.
Paul, hermano de Camille declaró sobre esta obra lo siguiente:
[...] ¡esa joven desnuda es mi hermana! Mi hermana Camille. ¡Implorante, humillada, arrodillada y desnuda! ¡Todo está terminado! ¡Eso es lo que ella nos deja para ser mirado por siempre! ¿y saben ustedes lo que se arranca de ella, en ese momento mismo, ante sus ojos? ¡Es su alma! Es al mismo tiempo el alma, el genio, la razón, la belleza, la vida, el nombre mismo. 

La implorante a la derecha